# Escada
Escada este un oraș în Pernambuco (PE), Brazilia.